# Inkwizycja na Węgrzech
Dzieje inkwizycji papieskiej w średniowiecznym królestwie Węgier obejmują okres około 250 lat od XIII do końca XV wieku. Ta kościelna instytucja powołana przez papieża Grzegorza IX do walki z herezjami prawdopodobnie nie rozwinęła w tym regionie działalności na większą skalę, choć z drugiej strony zachowało się bardzo niewiele źródeł dotyczących tej działalności, gdyż większość uległa zniszczeniu w okresie okupacji tureckiej w XVI wieku.

## Początki inkwizycji na Węgrzech
W 1221 na Węgry dotarli pierwsi zakonnicy dominikańscy, których jednym z głównych zadań było nawracanie heretyckich katarów, żyjących na ziemiach słowiańskich, które od końca XI wieku znalazły się w strefie wpływów królestwa węgierskiego (głównie w Bośni). Dwaj kolejni katoliccy biskupi Bośni, mianowani w 1234 i 1238, byli dominikanami (Jan z Wildeshausen i Ponsa).
Początki inkwizycji na Węgrzech sięgają pontyfikatu papieża Grzegorza IX (1227–1241). W bulli z 7 grudnia 1239 nakazał on prowincjałowi węgierskich dominikanów dobór kilku braci zakonnych, którzy mieli podjąć pracę misyjną w Bośni w celu „wykorzenienia herezji” i tę datę traktuje się często jako datę ustanowienia inkwizycji na Węgrzech. Są dowody, że dominikanie faktycznie działali na obszarze Bośni na przełomie lat 30. i 40. XIII wieku, asystując węgierskim krzyżowcom dowodzonym przez Kolomana Halickiego (zm. 1241). Działalność ta trwała jednak krótko. W czasie mongolskiego najazdu na Węgry tutejsza prowincja dominikańska poniosła ogromne straty ludnościowe, nadto ich aktywność napotkała czynny opór katarów. Jeszcze przed 1259 dominikańskie konwenty w Bośni zostały spalone przez heretyków, a dominikańska tradycja hagiograficzna wymienia dwóch węgierskich inkwizytorów, którzy w tym czasie mieli zginąć jako męczennicy z rąk heretyków (Jan i Mikołaj). W II połowie XIII wieku rolę dominikanów w prowadzeniu misji wśród południowosłowiańskich heretyków przejęli franciszkanie. Papieże Mikołaj IV (w 1291) i Bonifacy VIII (w 1298) powierzyli franciszkanom sprawowanie urzędu inkwizytorskiej w prowincji zakonnej Slawonii (Dalmacji), sięgającej od Istrii i Dunaju na północy do Macedonii na południu.

## Inkwizycja węgierska w XIV i XV wieku

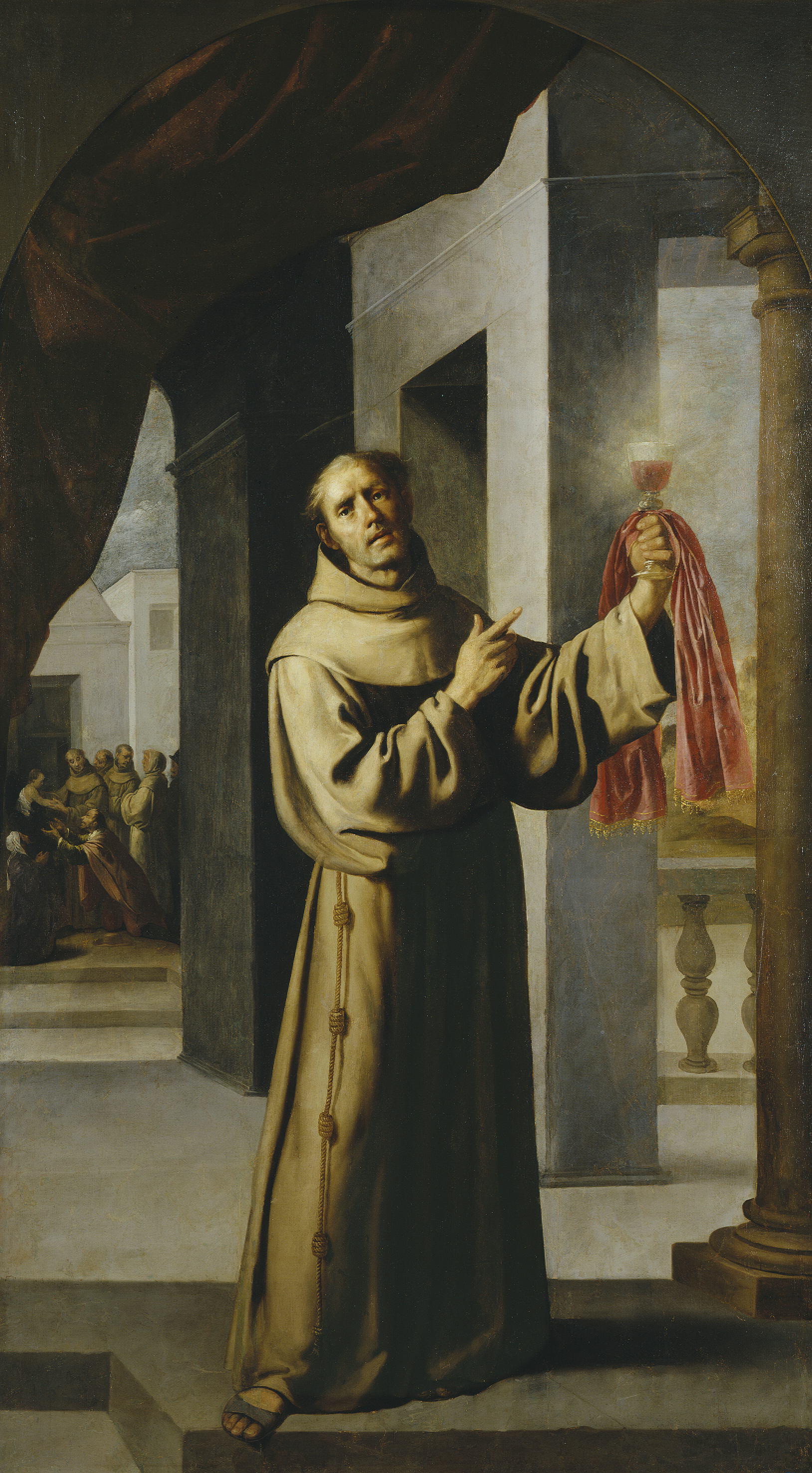
Św. Jakub z Marchii, inkwizytor Węgier w latach 1436–1439

Rozporządzenia papieży z lat 1291 i 1298 nie odnosiły się bezpośrednio do terytorium Węgier. W związku z tym, gdy w latach 20. XIV wieku na Węgrzech pojawili się heretyccy fraticelli, tj. przedstawiciele dysydenckiego odłamu zakonu franciszkanów, papież Jan XXII (1316–1334) nie odwołał się do nich, lecz zwrócił się do węgierskiego prowincjała dominikanów, polecając mu mianowanie inkwizytorów w celu zwalczania tego ruchu. Na mocy bulli z 1 lutego 1327 dominikański prowincjał otrzymał prawo mianowania i odwoływania inkwizytorów na całym terytorium królestwa Węgier i tę datę należy traktować jako właściwą datę utworzenia na Węgrzech struktur inkwizycji. Te nowe przywileje dla dominikanów zostały oprotestowane przez franciszkanów z prowincji slawońskiej, jako naruszające ich prawa do prowadzenia działalności inkwizycyjnej w tych częściach tej prowincji, które były podporządkowane monarchii węgierskiej. Ostatecznie w 1330 Jan XXII zadecydował, że na ziemiach wchodzących w skład franciszkańskiej prowincji Slawonia inkwizycja pozostanie w rękach franciszkanów, natomiast na pozostałym terytorium monarchii węgierskiej inkwizytorów będzie mianował dominikański prowincjał. 
Przez następne sto lat nie ma żadnych wzmianek o inkwizycji papieskiej na Węgrzech. Nie jest pewne, czy prowincjałowie węgierskich dominikanów w ogóle wykonywali nadane im uprawnienia do wyznaczania inkwizytorów. Na przełomie 1400/01 śledztwo przeciwko waldensom w diecezji Győr w zachodnich Węgrzech prowadzili niemiecki prowincjał zakonu celestynów Piotr Zwicker oraz praski ksiądz Marcin z Ambergu, działali oni jednak z ramienia miejscowego biskupa Jana, a nie jako papiescy inkwizytorzy.
W latach 20. i 30. XV wieku w południowych obszarach monarchii węgierskiej (Siedmiogród, Bośnia) szerzył się husytyzm. W celu zwalczania tego ruchu religijnego papież Eugeniusz IV 22 sierpnia 1436 mianował włoskiego franciszkanina Jakuba z Marchii inkwizytorem generalnym Austrii i Węgier. Przez blisko trzy lata (z przerwami) Jakub prowadził bardzo intensywną działalność inkwizytorską i kaznodziejską. Odnotowano jego obecność w archidiecezji ostrzyhomskiej oraz diecezjach Pecs, Kalocsa, Waradyn, Csanád, Sirmium i Alba Iulia, gdzie zdołał nawrócić dziesiątki tysięcy husytów na katolicyzm, a jednocześnie surowo karał tych, którzy trwali w herezji. Z zachowanej korespondencji między Jakubem, jego współpracownikami, węgierskimi biskupami i papieżem Eugeniuszem IV wynika, że pojednał on z Kościołem aż 25 tysięcy ludzi. W 1439 w diecezji Sirmium skazał on na śmierć cztery osoby (w tym jednego księdza), ale wyroku nie wykonano, gdyż wszyscy skazani zdołali uciec. Protesty wzbudzała stosowana przez niego praktyka ekshumowania i palenia zwłok heretyków.
Korzystając ze swych uprawnień inkwizytorskich Jakub próbował wymusić na katolickim klerze przestrzeganie celibatu, jednak napotkał na silny opór nie tylko samych zainteresowanych, ale także węgierskiego episkopatu i w rezultacie musiał się wycofać z tych działań. Ostatecznie w maju 1439 Jakub został zastąpiony na stanowisku inkwizytora przez franciszkanina Jana Wayai, mianowanego przez generała zakonu Guillermo Robazoglio da Casale, a rok później definitywnie zakończył swą misję na Węgrzech.
W 1442 z misją antyheretycką na Węgrzech przebywał w charakterze legata i inkwizytora biskup Cortony Bartolomeo Lapacci, wywodzący się z zakonu dominikanów.
Kolejnym inkwizytorem w monarchii węgierskiej został Fabian z Bacs, zwierzchnik slawońskiego wikariatu obserwanckiego odłamu zakonu franciszkanów, obejmującego całe królestwo Węgier. W bulli nominacyjnej dla Fabiana z 23 stycznia 1445 Eugeniusz IV powierzył mu funkcję inkwizytora generalnego Węgier, Bośni, Mołdawii, Wołoszczyzny, Bułgarii, Serbii i Slawonii z prawem mianowania subdelegatów. Nominacja ta została potwierdzona 3 lipca 1446, nie zachowały się jednak żadne dane świadczące o aktywnej działalności inkwizycyjnej Fabiana z Bacs. Jego następcą 10 marca 1467 został Włoch Gabriele Rangone, doradca króla Macieja Korwina i przyszły kardynał.
Ostatnie wzmianki o inkwizycji na Węgrzech pochodzą z dwóch ostatnich dziesięcioleci XV wieku. W tym czasie urząd inkwizycyjny na Węgrzech znalazł się w rękach dominikanów. 28 października 1483 papież Sykstus IV mianował inkwizytorem Węgier dominikanina Mikołaja z Koszyc, który sprawował tę funkcję do 11 czerwca 1487. Jego następcą został Walenty z Brna, mianowany 19 stycznia 1488 przez generała zakonu dominikanów inkwizytorem Węgier i Czech. Ostatnim znanym węgierskim inkwizytorem był Nicola de Mirabili (Nicolaus de Mirabilibus) z Koloszwaru, wzmiankowany jako inkwizytor 21 sierpnia 1493, który zmarł w 1495 jako prowincjał dominikanów węgierskich.

## Inkwizytorzy monarchii węgierskiej
Lista znanych papieskich inkwizytorów w Królestwie Węgierskim:
- Jakub z Marchii OFM, inkwizytor Węgier i Austrii (1436–1439)
- Jan Wayai OFM, inkwizytor Węgier i Bośni (udokumentowany 1439–1441)
- Bartolomeo Lapacci OP, biskup Cortony, inkwizytor Węgier (1442)
- Fabian Bacsi OFM, inkwizytor Węgier, Bośni, Mołdawii, Wołoszczyzny, Bułgarii, Serbii i Slawonii (udokumentowany 1445–1446)
- Gabriele Rangone OFM, inkwizytor Węgier (1467–1472) oraz tytularny inkwizytor Czech (1460–1472)
- Mikołaj z Koszyc OP, inkwizytor Węgier (1483–1487)
- Walenty z Brna OP, inkwizytor Węgier i Czech (1488–1489)
- Mikołaj de Mirabili z Koloszwaru OP, inkwizytor Węgier (udokumentowany jako inkwizytor w 1493, zm. 1495)

Nie jest potwierdzona w źródłach współczesnych tradycja dominikańska o dwóch trzynastowiecznych inkwizytorach-męczennikach, Janie OP i Mikołaju OP.